# Saponarin
Saponarin es un glucósido de flavona. Se encuentra en Saponaria officinalis y en Strongylodon macrobotrys donde proporciona el característico color jade a la flor. Esta coloración se ha demostrado que es un ejemplo de copigmentación, un resultado de la presencia de malvina (una antocianina ) y saponarin en la proporción 1: 9. Bajo condiciones  alcalinas ( pH  7,9) se encuentra en la savia de las células epidérmicas, esta combinación produce una pigmentación azul-verde; el pH del tejido floral interior incoloro se encontró que era más baja, con un pH de 5,6. Los experimentos demostraron que saponarin produjo una fuerte coloración amarilla en condiciones ligeramente alcalinas, dando como resultado el tono verdoso de la flor. También se encuentra en flores de la pasión ( Passiflora sp. ).